# Június 5.
Június 5. az év 156. (szökőévben 157.) napja a Gergely-naptár szerint. Az évből még 209 nap van hátra.
Névnapok: Fatime + Bán, Béda, Béke, Bonifác, Bónis, Fatima, Ferdinánd, Fernandó, Nándor, Reginald, Regő, Valéria, Zenina, Zina, Zinaida, Zinajda

## Események
- 1446 – A pesti országgyűlésen Hunyadi Jánost kormányzóvá választják. Helyettese Újlaki Miklós főkapitány.
- 1568 – Alba hercegének utasítására Brüsszel főterén kivégzik Egmont és Hoorn grófokat, a németalföldi szabadságmozgalom vezetőit.
- 1705 – a lőcsei Brewer-nyomdában kinyomatta Ráday Pál a Mercurius Hungaricus, az első magyarországi újság nyitó számát.
- 1849 – Kossuth Lajos és a kormány Pestre helyezi át székhelyét.
- 1883 – Párizsból elindul az első Orient expressz Konstantinápoly felé.
- 1919 – A magyar vörös hadsereg ellentámadása miatt a Felvidéken katonai diktatúrát vezetnek be, s a csehszlovák hadsereg francia és olasz tisztjei ellenőrzik a polgári közigazgatást.
- 1927 – pünkösd vasárnapján a Magyar Könyvkiadók és Könyvkereskedők Országos Egyesülete Miskolcon tartott évi közgyűlésén Supka Géza javaslatot tesz egy évenként megrendezendő könyves eseményre, a könyv népszerűsítése érdekében, melynek alapján a jogutód Magyar Könyvkiadók és Könyvterjesztők Egyesülése (MKKE) 1929 óta tartja meg az Ünnepi könyvhét rendezvényeit.
- 1940 – Franciaországban Erwin Rommel páncélosainak támadása áttöri a Weygand-vonalat, Amiens és a tengerpart között.
- 1942 – Az Amerikai Egyesült Államok hadat üzent Magyarországnak és Bulgáriának.
- 1947 – E napon hirdette meg a Harvard Egyetemen tartott beszédében George C. Marshall amerikai külügyminiszter a róla elnevezett gazdasági programot, a világháború után romokban heverő Európát talpra állító Marshall-tervet.
- 1969 – A szovjet Tupoljev-144-es az első utasszállító gép lett, amely átlépte a hangsebességet,
- 1972 – a Stockholmban tartott első, „Ember és bioszféra” címet viselő ENSZ környezetvédelmi világkonferencia határozatában ezt a napot nemzetközi környezetvédelmi világnappá nyilvánítja.
- 1984 – A szaúdi légierő lelő egy iráni felségjelű Phantom F-4-es harci repülőt.
- 2006 – A belgrádi parlament kikiáltja függetlenségét, megszűnik Szerbia és Montenegró mint államszövetség; szerepét Belgrád veszi át.

## Sportesemények
Formula–1
- 1955 –  belga nagydíj, Spa Francorchamps - Győztes: Juan Manuel Fangio  (Mercedes Benz)
- 1977 –  belga nagydíj, Zolder - Győztes: Gunnar Nilsson  (Lotus Ford)
- 1983 –  amerikai nagydíj - Kelet, Detroit - Győztes: Michele Alboreto  (Tyrrell Ford)

Labdarúgás
- 2015 – Magyarország–Litvánia barátságos mérkőzés, Debrecen, Nagyerdei stadion
- 2017 – Magyarország–Oroszország barátságos mérkőzés, Budapest, Groupama Aréna

## Születések
- 1760 – Johan Gadolin finn kémikus, fizikus és mineralógus († 1852)
- 1781 – Arnold György magyar zeneszerző, karmester, egyházi karnagy († 1848)
- 1814 – Kagerbauer Antal magyar műépítész († 1872)
- 1819 – John Couch Adams angol matematikus, csillagász († 1892)
- 1843 – Samuel Garman amerikai természettudós,(† 1927)
- 1862 – Allvar Gullstrand Nobel-díjas svéd szemorvos († 1930)
- 1870 – Bacsák György magyar jogász, tudós, polihisztor, a Magyar Tudományos Akadémia tagja, a negyedidőszak jégkorszakának kutatója († 1970)
- 1878 – Pancho Villa, a mexikói forradalom egyik legfőbb vezéralakja († 1923)
- 1883 – John Maynard Keynes angol matematikus, közgazdász, a modern makroökonómia megteremtője († 1946)
- 1887 – Demel Aladár magyar ügyvéd, országgyűlési képviselő († 1963)
- 1892 – Pintér Béla felvidéki magyar gazdálkodó, nemzetiségi politikus, országgyűlési képviselő († ?)
- 1898 – Federico García Lorca spanyol költő, drámaíró (megölték † 1936)
- 1900 – Gábor Dénes magyar származású Nobel-díjas elektromérnök, a holográfia feltalálója († 1979)
- 1904 – Donáth György, a magyar szabadságért mártírhalált szenvedett hős jogász-politikus, a Magyar Közösség egyik vezetője, akit a sztálinista diktatúra képviselői koncepciós perben halálra ítéltek és kötél által kivégeztek († 1947)
- 1907 – Tegzes László magyar cserkészvezető, jogász, újságíró, országgyűlési képviselő († 1951)
- 1908 – Franco Rol olasz autóversenyző († 1977)
- 1909 – Zentai Károly magyar pedagógus, pszichológus († 1997)
- 1912 – Szabó Zoltán író, falukutató, A tardi helyzet és a Cifra nyomorúság szerzője († 1984)
- 1923 – Jorge Daponte argentin autóversenyző († 1963)
- 1924 – Bánffy Katalin, memoáríró, Gróf losonci Bánffy Miklós lánya († 2025)[1]
- 1928 – Umberto Maglioli olasz autóversenyző († 1999)
- 1928 – Tony Richardson Oscar-díjas angol színházi és filmrendező, producer, író († 1991)
- 1930 – Rónaszegi Miklós magyar ifjúsági író, újságíró († 2022)
- 1933 – Déry Mária magyar színésznő († 1988)
- 1935 – Kahi Kavszadze grúz színész († 2021)
- 1940 – Komora Imre olimpiai bajnok magyar labdarúgó, edző, menedzser, a magyar labdarúgó-válogatott korábbi szövetségi kapitánya († 2024)
- 1941 – Martha Argerich argentin zongoraművésznő
- 1942 – Almási Éva Kossuth-díjas magyar színésznő, érdemes és kiváló művész, a nemzet színésze
- 1944 – Gillian Hills angol színésznő (Antonioni: Nagyítás)
- 1946 – Stefania Sandrelli olasz színésznő
- 1946 – Aigner Szilárd magyar meteorológus († 2016)
- 1947 – Laurie Anderson amerikai zenész, művész, egyiptológus
- 1947 – Miklós Tibor magyar író, műfordító, dalszövegíró, rendező, színházvezető († 2013)
- 1949 – Ken Follett angol író
- 1956 – Kenny G (születési nevén Kenneth Gorelick) amerikai jazz-zenész, szaxofonista
- 1956 – Zahorán Adrienne magyar rádióbemondó, műsorvezető, tanár
- 1958 – Szarvas József Kossuth-díjas magyar színész, érdemes és kiváló művész
- 1958 – Szoszo Dzsacsvliani grúz színész, rendező, forgatókönyvíró, sportoló, politikus († 2024)
- 1961 – Vincze Lilla EMeRTon-díjas magyar énekesnő
- 1962 – Asztrid belga királyi hercegnő, II. Albert belga király leánya
- 1963 – Schóber Tamás zeneszerző, karnagy, általános iskolai tanár
- 1965 – Sandrine Piau francia operaénekes (szoprán)
- 1965 – Fedra Lopez venezuelai színésznő
- 1967 – Ron Livingston amerikai színész
- 1971 – Mark Wahlberg amerikai színész
- 1972 – Marosffy Orsolya magyar tájfutó, sítájfutó, sífutó, hegyikerékpáros
- 1974 – Viczián Ottó Jászai Mari-díjas magyar színész
- 1979 – Pete Wentz amerikai zenész
- 1982 – Neli Elisei román kézilabdázó
- 1986 – Amanda Crew kanadai színésznő
- 1991 – Bobby Brown amerikai síakrobata
- 1995 – Troye Sivan ausztrál énekes, színész és videóblogger
- 1997 – Rodrigo Bentancur uruguayi labdarúgó

## Halálozások
- 1316 – X. Lajos francia király[2]
- 1800 – Bajalich Ádám magyar katona, altábornagyként szolgált a császári haderőben, több Bonaparte Napóleon elleni hadjárat katonai parancsnoka (* 1734)
- 1826 – Carl Maria von Weber német zeneszerző (* 1786)
- 1849 – Mednyánszky László honvéd őrnagy, az 1848–49-es szabadságharc vértanúja (* 1819)
- 1879 – August Karl Krönig német fizikus (* 1822)
- 1880 – Orlai Petrich Soma magyar festőművész (* 1822)
- 1887 – Holländer Leó honvédtiszt, éremgyűjtő (* 1805)
- 1894 – Marcelina Czartoryska lengyel hercegnő, zongoraművész, Chopin tanítványa (* 1817)
- 1897 – Kamermayer Károly Budapest első polgármestere (* 1829)
- 1912 – Cholnoky Viktor magyar író, újságíró, műfordító (* 1868)
- 1971 – Lukács György magyar filozófus, esztéta, egyetemi tanár (* 1885)
- 1997 – Irina Metlickaja szovjet–orosz színésznő (* 1961)
- 1993 – Conway Twitty amerikai country énekes (* 1933)
- 2002 – Dee Dee Ramone német amerikai dalszerző és basszusgitáros, a Ramones alapító tagja (* 1951)
- 2004 – Ronald Reagan az Amerikai Egyesült Államok 40. elnöke, hivatalban 1981–1989-ig (* 1911)
- 2012 – Ray Bradbury amerikai sci-fi író, költő (* 1920)
- 2017 – Jókai Anna kétszeres Kossuth-díjas magyar író, költő, a nemzet művésze (* 1932)
- 2023 – Astrud Gilberto Grammy-díjas brazil bossa nova és szamba énekes (* 1940)

## Nemzeti ünnepek, emléknapok, világnapok
- 1972 óta Környezetvédelmi világnap az ENSZ stockholmi konferenciáján hozott határozat alapján
- Dánia: Nemzeti ünnep, az alkotmány napja